# Reina Hispanoamericana 2013
Reina Hispanoamericana 2013  fue la vigésima tercera edición del certamen Reina Hispanoamericana, que se llevó a cabo el 12 de diciembre en la ciudad de Santa Cruz de la Sierra, Bolivia. 23 candidatas de diversos países de América y Europa compitieron por la corona hispanoamericana. Al final del evento Sarodj Bertin, Reina Hispanoamericana 2012 de Haití coronó a  María Alejandra López de Colombia como su sucesora.

## Resultados

### Posiciones
| Posición                       | Candidata                              |
| ------------------------------ | -------------------------------------- |
| Reina Hispanoamericana 2013    | - Colombia - María Alejandra López     |
| Virreina Hispanoamericana 2013 | - República Dominicana - Yaritza Reyes |
| Primera Finalista              | - Venezuela - Gabriela Graff           |
| Segunda Finalista              | - Chile - María José Barrena           |
| Tercera Finalista              | - México - Gabriela Prieto Díaz        |
| Cuarta Finalista               | - Puerto Rico - Suzette Rivera         |
| Quinta Finalista               | - Paraguay - Guadalupe González        |
| Sexta Finalista                | - Bolivia - Claudia Tavel Antelo       |

## Premios especiales
| Premio             | País                 | Delegada                 |
| Chica Amazonas     | Paraguay             | Guadalupe González       |
| Chica Cielo        | Venezuela            | Gabriela Graf-Stillfried |
| Chica Ipanema      | República Dominicana | Yaritza Reyes            |
| Look Oster         | México               | Gabriela Prieto          |
| Mejor Cabello      | Colombia             | María Alejandra López    |
| Mejor Rostro       | Bolivia              | Claudia Tavel Antelo     |
| Mejor Sonrisa      | Bolivia              | Claudia Tavel Antelo     |
| Mejor Traje Típico | Nicaragua            | Darling Trujillo         |
| Miss Deporte       | Costa Rica           | Natasha Sibaja           |
| Miss Elegancia     | Perú                 | Kelin Rivera Kroll       |
| Miss Fotogénica    | México               | Gabriela Prieto          |
| Mejor Cuerpo       | Colombia             | María Alejandra López    |
| Miss Simpatía      | Bolivia              | Claudia Tavel Antelo     |

## Candidatas
23 candidatas concursarán por el título:
| País/Territorio      | Delegada                               | Edad | Estatura | Lugar de residencia   |
| Argentina            | Camila Solórzano Ayusa                 | 23   | 1.79     | San Miguel de Tucumán |
| Bolivia              | Claudia Tavel Antelo                   | 24   | 1.72     | Santa Cruz            |
| Brasil               | Kimberly Maciel                        | 19   | 1.80     | Videira               |
| Chile                | María José Barrena Medel               | 27   | 1.73     | Santiago de Chile     |
| Colombia             | María Alejandra López Pérez            | 19   | 1.76     | Pereira               |
| Costa Rica           | Natasha Sibaja                         | 22   | 1.68     | Pérez Zeledón         |
| Cuba                 | Sibi Marín                             | 23   | 1.78     | La Habana             |
| Ecuador              | Eliana Molina Alarcón                  | 21   | 1.72     | Manta                 |
| El Salvador          | Idubina Rivas                          | 20   | 1.75     | San Salvador          |
| España               | Irune Fuertes                          | 20   | 1.71     | Zaragoza              |
| Estados Unidos       | Beverly Rodríguez                      | 19   | 1.79     | Ponce                 |
| Europa Hispana       | Zuleica Verrisimo                      | 21   | 1.83     | Madrid                |
| Guatemala            | Wendy Karina Alvizures Del Cid         | 24   | 1.71     | Chimaltenango         |
| Honduras             | Andrea López                           | 18   | 1.68     | Siguatepeque          |
| México               | Gabriela Prieto Díaz Infante           | 21   | 1.73     | Chihuahua             |
| Nicaragua            | Darling Trujillo                       | 26   | 1.75     | Ciudad Darío          |
| Panamá               | Walkiria Córdoba                       | 21   | 1.79     | Ciudad de Panamá      |
| Paraguay             | María Guadalupe González Talavera      | 21   | 1.73     | Lambaré               |
| Perú                 | Kelin Poldy Rivera Kroll               | 19   | 1.76     | Oxapampa              |
| Puerto Rico          | Suzette Rivera Sanes                   | 23   | 1.75     | Arecibo               |
| República Dominicana | Yaritza Miguelina Reyes Ramírez        | 19   | 1.75     | Santo Domingo         |
| Uruguay              | Andrea Vezzoso                         | 22   | 1.72     | Artigas               |
| Venezuela            | Gabriela María Graf-Stillfried Barreto | 23   | 1.74     | Caracas               |